# ناحیه ورمیلیون، شهرستان لسل، ایلینوی
ناحیه ورمیلیون، شهرستان لسل، ایلینوی (به انگلیسی: Vermilion Township, LaSalle County, Illinois) یک سکونتگاه مسکونی در ایالات متحده آمریکا است که در LaSalle County واقع شده‌است.

## خصوصیات
ناحیه ورمیلیون ۳۸۷ نفر جمعیت دارد.